# Eduardo de la Riva
Eduardo de la Riva (Barcelona, 11 juni 1982) is een Spaanse golfer.

## Amateur
De la Riva kwam uit een golfspelend gezin. Zijn vader was zeven keer nationaal amateurskampioen, zijn moeder was drie keer nationaal jeugdkampioene. Eduardo had als 14-jarige amateur al een scratch handicap en zakte verder naar +3. In 1999 en 2000 was hij de beste amateur van Spanje. Zijn thuisclub was El Prat, waar zijn vader manager is.

### Gewonnen
- Spaans U-12 kampioen
- Spaans jeugdkampioenschap 2x

## Professional
De la Riva werd in 2001 professional. In 2002 won hij zijn eerste professional toernooi op de Spaanse Peugeot Tour. Dat najaar eindigde hij als nummer 10 op de Tourschool op de Emporda Golf Club, dus in 2003 speelde hij op de Europese Tour. Zijn resultaten op de Tour waren niet hoog genoeg om zijn speelrecht te behouden.

### Gewonnen
Challenge Tour
- 2012: Fred Olsen Challenge de España